# ایوو پاولیچ
ایوو پاولیچ (کرواتی: Ivo Pavelić؛ ۱۰ فوریهٔ ۱۹۰۸ – ۲۲ فوریهٔ ۲۰۱۱) بازیکن فوتبال، تنیس‌باز و شناگر اهل یوگسلاوی بود.